# La Casanova (la Coma i la Pedra)
|  | Aquest article tracta sobre l'indret del municipi de La Coma i la Pedra. Vegeu-ne altres significats a «la Casanova». |

La Casanova és una costa del poble de La Pedra al municipi de La Coma i la Pedra (Solsonès). Està situada al nord-est de la masia de La Casa Nova del Pujol.